# S10 (UPU Standard)
Der Standard S10 des Weltpostvereins (UPU) definiert ein System für die Zuweisung von 13-stelligen Kennzeichen an internationale Postsendungen zum Zweck der Verfolgung und Rückverfolgung während des Versands.
Durch zunehmende Liberalisierung des Postwesens und dadurch, dass in einem Land mehrere Postunternehmen tätig sein können, stellt die eindeutige Kennzeichnung der Postsendung ein Problem dar, z. B. wenn Ländercodes uneinheitlich verwendet werden. Um dieses Problem zu lösen, gibt es in jedem Land einen verantwortlichen Postdienstleister, der alle S10-Kennzeichen aus diesem Land kontrolliert; konkurrierende Postdienstleister müssen mit diesem Verantwortlichen zusammenarbeiten. Diese durch das UPU-Mitgliedsland bestimmte Organisation verwaltet die Ausgabe und Verwendung von S10-Kennzeichen unter allen Betreibern, die diesem UPU-Mitgliedsland unterstehen, so dass sichergestellt ist, dass innerhalb eines Zeitraums von 12 Kalendermonaten kein S10-Kennzeichen wiederverwendet wird. Es wird ein Zeitraum von 24 Kalendermonaten oder länger empfohlen.

## Format
Die Kennzeichen bestehen aus einem zweistelligen Dienstleistungs-Code (englisch service indicator code), einer achtstelligen Nummer (im Bereich 00000000 bis 99999999), einer einzelnen Prüfziffer und einem zweistelligen ISO-Ländercode - letzterer identifiziert das Land des ausstellenden Postdienstleisters.
| S10 Format                                                                                      | S10 Format | S10 Format | S10 Format |
| 1                                                                                               | 2          | 3          | 4          |
| ----------------------------------------------------------------------------------------------- | ---------- | ---------- | ---------- |
| AA                                                                                              | 00000000   | 9          | BB         |
| 1. Dienstleistungs-Code 2. Laufende Nummer 3. Prüfziffer 4. Ländercode gemäß ISO 3166-1 alpha-2 |            |            |            |

### Dienstleistungs-Code
Die Dienstleistungs-Codes werden im Allgemeinen innerhalb des jeweiligen Landes zugewiesen und verwaltet, aber bestimmte Arten von Leistungen und Code-Bereiche werden für alle Länder verwendet, wie hier aufgeführt.
| Code  | Interpretation |
| ----- | --- |
| AV–AZ | Nur inländische, bilaterale und multilaterale Nutzung, um über RFID verfolgte Artikel im ECommerce zu identifizieren |
| BA–BZ | Nur für inländische, bilaterale und multilaterale Nutzung |
| CA–CZ | Postpakete; die Verwendung von CZ erfordert eine bilaterale Vereinbarung. Die Verwendung von CV für versicherte Pakete ist nicht vorgeschrieben, aber wenn der Dienstleistungs-Code CV verwendet wird, wird empfohlen, es nur für versicherte Pakete zu verwenden. |
| DA–DZ | Nur für inländische, bilaterale und multilaterale Nutzung |
| EA–EZ | EMS; die Verwendung von EX–EZ erfordert eine bilaterale Vereinbarung |
| GA    | Nur für inländische, bilaterale und multilaterale Nutzung |
| GD    | Nur für inländische, bilaterale und multilaterale Nutzung |
| HA–HZ | ECommerce-Pakete; die Verwendung von HX–HY erfordert eine multilaterale Vereinbarung; die Verwendung von HZ erfordert eine bilaterale Vereinbarung |
| JA–JZ | reserviert; können nicht als gültige Werte für Dienstleistungs-Codes zugeordnet werden |
| KA–KZ | reserviert; können nicht als gültige Werte für Dienstleistungs-Codes zugeordnet werden |
| LA–LZ | verfolgbare Briefpost, mehrere Subtypen; die Verwendung von LZ erfordert eine bilaterale Vereinbarung |
| MA–MZ | Briefpost: Postbeutel <--! M bags / Direct Sacks --> |
| NA–NZ | Nur für inländische, bilaterale und multilaterale Nutzung |
| PA–PZ | Nur für inländische, bilaterale und multilaterale Nutzung |
| QA–QM | Briefpost: Werbeantwort bzw. international „International Business Reply Service“ (IBRS) |
| RA–RZ | Einschreiben, aber nicht versicherte Lieferung. Die Verwendung von RZ erfordert eine bilaterale Vereinbarung. |
| SA–SZ | reserviert; können nicht als gültige Werte für Dienstleistungs-Codes zugeordnet werden |
| TA–TZ | reserviert; können nicht als gültige Werte für Dienstleistungs-Codes zugeordnet werden |
| UA–UZ | Briefpost: andere Posten als LA–LZ (Express), MA–MZ (Postbeutel), QA–QM (Werbeantwort), RA–RZ (Einschreiben) und VA–VZ (versichert). |
| VA–VZ | Briefpost versichert; die Verwendung von VZ erfordert eine bilaterale Vereinbarung |
| WA–WZ | reserviert; können nicht als gültige Werte für Dienstleistungs-Codes zugeordnet werden |
| ZA–ZZ | Nur für inländische, bilaterale und multilaterale Nutzung |

### Prüfzifferberechnung
1. Der Dienstleistungs-Code und der Ländercode werden ignoriert
2. Den 8 Ziffern werden die Gewichte 8, 6, 4, 2, 3, 5, 9, 7 zugewiesen, von links nach rechts
3. S, die Summe der einzelnen Ziffern multipliziert mit ihrem Gewicht, wird berechnet.
  - Zum Beispiel ergibt sich für die Zahl 47312482 S = 4*8 + 7*6 + 3*4 + 1*2 + 2*3 + 4*5 + 8*9 + 2*7 = 200
4. Die Prüfziffer C wird berechnet aus C = 11 - (S mod 11)
  - Wenn C = 10, wechsele zu C = 0
  - Wenn C = 11, wechsele zu C = 5
  - Im Beispiel 47312482 C = 11 - (200 mod 11) = 11 - 2 = 9.

#### JavaScript-Code zur Prüfzifferberechnung
```
function
 
getCheckDigit
(
num
)
 
{

    
const
 
weights
 
=
 
[
8
,
 
6
,
 
4
,
 
2
,
 
3
,
 
5
,
 
9
,
 
7
];

    
const
 
numArr
 
=
 
Array
.
from
(
String
(
num
),
 
Number
);

    
let
 
sum
 
=
 
0
;

    
numArr
.
forEach
((
n
,
 
i
)
 
=>
 
sum
 
=
 
sum
 
+
 
(
n
 
*
 
weights
[
i
]));

    
sum
 
=
 
11
 
-
 
(
sum
 
%
 
11
);

    
if
 
(
sum
 
==
 
10
)
 
sum
 
=
 
0
;

    
else
 
if
 
(
sum
 
==
 
11
)
 
sum
 
=
 
5
;

    
return
 
sum
;

}

```